# ساندرا يوسف
ساندرا يوسف (16 أكتوبر 1985) هي مغنية لبنانية.

## حياتها
ولدت ساندرا في النبطية. درست سياحة وسفر في الجامعة الأمريكية. أطلقت ألبوم «بأحسن حال» عام 2014.
شاركت في ستوديو الفن عام 2002 وحصلت على الميدالية الفضية. أقامت في جدة في السعودية لفترة طويلة،

### حياتها الخاصة
تزوجت من وسيم الكردي عام 2010 ولديها طفل واحد (عماد)، وُلد عام 2016.